# Aplocheilichthys sp. nov.
Aplocheilichthys sp. nov. là một loài cá trong họ Poeciliidae. Nó được tìm thấy ở Tanzania và Uganda. Nó sống trong sông ngòi.